# 新康塞普西翁
新康塞普西翁（西班牙語：Nueva Concepción），是薩爾瓦多的城鎮，位於該國西北部，由查拉特南戈省負責管轄，面積257.73平方公里，海拔高度338米，2007年人口28,625，人口密度每平方公里111.07人。
14°8′N 89°18′W / 14.133°N 89.300°W